# درد در بی‌مهرگان

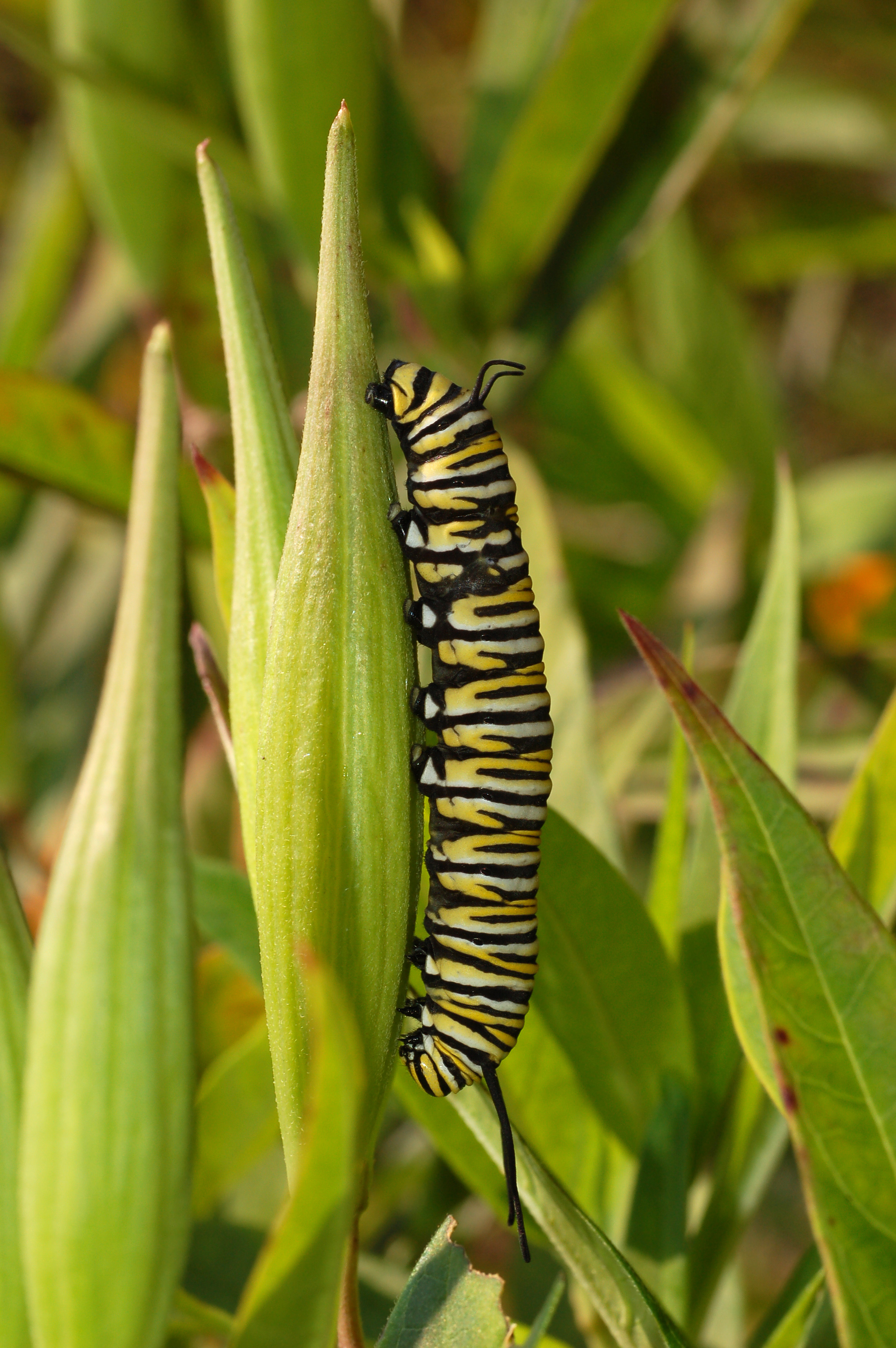
لارو پروانه سلطنتی (Danaus plexippus)

درد در بی‌مهرگان یک موضوع بحث‌برانگیز است. اگرچه تعاریف متعددی از درد وجود دارد، اما تقریباً همه شامل دو جزء کلیدی هستند. اول، درد مورد نیاز است. این توانایی تشخیص محرک‌های زیان‌بار است که واکنشی غیرارادی را برمی‌انگیزد که کل جانور یا بخش آسیب‌دیده بدنش را از منبع محرک دور می‌کند. مفهوم درد لزوماً دلالت بر هیچ احساس منفی و ذهنی ندارد. این یک عمل بازتابی است. مؤلفه دوم، تجربه خود «درد» یا رنج است — یعنی تفسیر درونی و احساسی تجربه درد؛ بنابراین درد یک تجربه خصوصی و احساسی است. درد را نمی‌توان به‌طور مستقیم در جانوران دیگر، از جمله انسان‌های دیگر اندازه‌گیری کرد. پاسخ به محرک‌های ظاهراً دردناک را می‌توان اندازه‌گیری کرد، اما خود تجربه را نمی‌توان اندازه‌گیری کرد. برای پرداختن به این مشکل هنگام ارزیابی ظرفیت گونه‌های دیگر برای تجربه درد، از برهان قیاس استفاده می‌شود. این بر این اصل استوار است که اگر پاسخ یک جانور غیرانسانی به محرک‌ها مشابه پاسخ‌های انسان باشد، احتمالاً تجربه مشابهی داشته است. استدلال شده است که اگر یک سنجاق در انگشت شامپانزه گیر کرده باشد و آنها به سرعت دست خود را بیرون بکشند، آنگاه استدلال به قیاس نشان می‌دهد که آنها مانند انسان‌ها احساس درد کرده‌اند. این پرسش مطرح شده است که چرا این استنباط به این نتیجه نمی‌رسد که یک سوسک پس از گیرکردن با یک سنجاق، هنگامی که می‌پیچد، درد را تجربه می‌کند. این رویکرد استدلال به قیاس به مفهوم درد در بی‌مهرگان توسط دیگران دنبال شده است.